# Viguerie (Catalogne)
Pour les articles homonymes, voir Viguerie (homonymie).
- Barcelona (Région métropolitaine de Barcelone)

Le plan régional actuel de la Catalogne, avec les huit vigueries et le Val d'Aran qui n'en font pas partie : Barcelona (Région métropolitaine de Barcelone)
Alt Pirineu (Hautes-Pyrénées)
Tarragona (Camp de Tarragone)
Penedès
Comarques Centrals (Centre)
Girona (Comarques gironines)
Ponent
Terres de l'Èbre
Aran

La Catalogne est divisée en huit divisions territoriales, appelées vigueries (vegueries en catalan). 
Les vigueries sont subdivisées en comarques et en communes, à l'exception d'Aran, considérée comme une « entité territoriale unique ». 
C'était une institution de la Principauté de Catalogne créée au XIIe siècle, remplacées par les corregiments lors des décrets de Nueva Planta de 1716. En Catalogne du Nord, les vigueries ont existé jusqu'en 1790. Elles ont ensuite disparu avec la Révolution Française. Le Statut d'autonomie de la Catalogne de 2006 rétablit la viguerie comme division territoriale avec une personnalité juridique propre et ayant deux fonctions : le gouvernement intermunicipal de coopération locale et l'organisation des services de la Généralité de Catalogne. 
Bien que les vigueries soient destinées à devenir la division administrative principale de la Catalogne et à remplacer complètement à l'avenir les quatre députations des provinces catalanes officielles dans le système espagnol, et à créer un conseil pour chaque viguerie, ces quatre provinces sont toujours utilisées administrativement au niveau de l'État,, car toute modification du système des provinces de l'État est anticonstitutionnelle. 

## Liste des vigueries
| Viguerie          | Nom officiel      | Chef-lieu,           | Population (1er janvier 2022) | Date d'approbation |
| ----------------- | ----------------- | -------------------- | ----------------------------- | ------------------ |
| Hautes-Pyrénées   | Alt Pirineu       | La Seu d'Urgell      | 63 892                        | Juillet 2006       |
| Barcelone         | Barcelona         | Barcelone            | 4 916 847                     | Avril 2010         |
| Camp de Tarragone | Camp de Tarragona | Tarragone            | 536 453                       | Janvier 2010       |
| Centre            | Catalunya Central | Manresa              | 413 349                       | Septembre 2008     |
| Girona            | Girona            | Girona               | 761 690                       | Octobre 2010       |
| Ponent            | Ponent            | Lleida               | 365 289                       | Juillet 2007       |
| Penedès           | Penedès           | Vilanova i la Geltrú | 497 764                       | Février 2017       |
| Terres de l'Èbre  | Terres de l'Ebre  | Tortosa              | 182 231                       | Août 2010          |
| Aran              | Aran              | Vielha e Mijaran     | 10 194                        | Juillet 2006       |

## Histoire
La fonction du viguier provient de l'ancien vicari (du latin vicarius), fonctionnaire comtal du IXe au XIe siècle, de rang inférieur au vicomte et avec des fonctions de défense du territoire d'un château. Avec le temps, les territoires se sont étendus et les droits ont été transférés au château. Les fonctions de délégation du comte, sont quant à elles passées au viguier. Celui-ci avait des responsabilités judiciaires et de représentation, il était aidé dans ses fonctions par des sous-viguiers. 
Les vigueries étaient un outil de contrôle royal du territoire, qui devait régulièrement affronter le pouvoir de la Généralité et les pouvoirs municipaux. D'autres divisions territoriales existaient : l'ecclésiastique (évêchés), la juridiction (baronnies majestueuses et baillis royaux), et la fiscal (collectes). Mais la viguerie était la division basique et la plus emblématique. Il y a eu de nombreux changements, autant dans le nombre de vigueries comme dans leurs limites. Certaines d'entre elles avaient des dimensions régionales, comme celles de Gérone et Lérida. D'autres vigueries, ainsi que la plupart de sous-vigueries, étaient relativement petites, d'une échelle comarcale. 

### Vigueries historiques

Division territoriale en 1304
Vigueries
Seigneureries sans vigueries
Domaine du Val d'Aran

Au XIIe siècle existaient dix vigueries, qui se sont progressivement élargies. À l'époque de Jacques II d'Aragon, les vigueries en vigueur étaient : Bages (ou Manresa), Barcelone, Berguedà (ou Berga), Besaltú, Camarasa, Camprodon, Cervera, Lérida, Montblanc, Osona (ou Vic), Pallars, Ral, Ribagorça, Ripoll (ou Ripollès), Tarragonne, Tàrrega, Tortosa et Vilafranca del Penedès.
En plus, dans le Royaume de Majorque (dépendant de Jacques II de Majorque), il y avait les vigueries du Roussillon, de Cerdagne (ou de Puigcerdà), de Vilafranca del Conflent (ou Conflent) et de Majorque.
Le Val d'Aran, le comté d'Urgell et le comté d'Empúries avaient un statut particulier et n'étaient pas des .
Plus tard, les vigueries d'Urgell, de Balaguer et d'Agramunt sont apparues et la sous-viguerie de Lluçanès. Pendant la deuxième moitié du XVIIe siècle, après que la France a annexé les vigueries de Perpignan et de Vilafranca de Conflent, la Catalogne est divisée en 15 vigueries, 9 sous-vigueries et le district du Val d'Aran, avec un statut particulier.
L'article 30 du décret de Nova Planta du 16 janvier 1716 a remplacé les vigueries par des corregiments. Les 24 unités de vigueries et sous-vigueries se sont regroupées en 12 corregiments sans modification de frontières. D'un point de vue géographique, il y avait une continuité des vigueries avec un meilleur équilibre. Ces changements ont été imposés par le royaume de Castille. Dans l'usage, l'appellation de viguerie a été conservée comme synonyme de corregiment.
Des vigueries sont également apparues en Occitanie, la région des Fenouillèdes a été une viguerie dépendante de Carcassonne. Dans le duché d'Athènes y a eu trois vigueries : Athènes, Thèbes et Levàdia.

## Reconstitution des vigueries
Pendant la Seconde République, entre 1931 et 1939, la Generalitat republicana (Généralité républicaine en français) a reconstitué la Catalogne en la séparant en neuf régions appelées vegueries (vigueries en français), supprimées en 1939 par le gouvernement du dictateur Francisco Franco. Aujourd'hui, la Généralité de Catalogne reconstitue les vigueries, désormais au nombre de huit.

### Généralité républicaine

Régions de Catalogne entre 1936 et 1939

Le 1931, la Généralité a créé la Ponència de la Divisió Territorial (Commission de la Division Territoriale en français) formée, entre autres, par Ventura Gassol, Pau Vila i Dinarès et Antoni Rovira i Virgili, pour remplacer la division territoriale de 1833 par une nouvelle structure administrative. Après une large enquête municipale, le rapport de la commission a été publié en 1933. Il préconisait le découpage de la Catalogne en 38 comarques et 9 vigueries. Les évènements du six octobre ont bloqué son approbation qui ne sera effective qu'à partir du 27 août 1936, avec le décret de Division Territoriale de Catalogne, en changeant le nom des vigueries par des régions numérotées de I à IX,.
| Numéro | Subdivisions                                                                          | Capitale  |
| ------ | ------------------------------------------------------------------------------------- | --------- |
| I      | Baix Llobregat, Barcelonès, Maresme, Vallès Occidental et Vallès Oriental             | Barcelone |
| II     | Alt Empordà, Baix Empordà, Garrotxa et Gironès (dont le Pla de l'Estany), et la Selva | Gérone    |
| III    | Alt Camp, Alt Penedès, Baix Penedès, Garraf et Tarragonès                             | Tarragone |
| IV     | Baix Camp, Conca de Barberà, Priorat et Ribera d'Ebre                                 | Reus      |
| V      | Baix Ebre, Montsià et Terre Alta                                                      | Tortosa   |
| VI     | Cerdanya, Osona et Ripollès                                                           | Vic       |
| VII    | Anoia, Bages, Berguedà et Solsonès                                                    | Manresa   |
| VIII   | Garrigues, Noguera, Urgell, Segarra et Segrià                                         | Lérida    |
| IX     | Alt Urgell, Pallars Jussà (dont le Haut Ribagorça), Pallars Sobirà et Val d'Aran      | Tremp     |

L'appellation de région fut remplacée par celle de viguerie le 1er décembre 1937, en pleine Guerre Civile espagnole, par le président de la Généralité Lluís Companys, sous la pression de Rovira i Virgili. Cette division a été supprimée en 1939 mais les géographes ont continué de l'utiliser par la suite.

### Généralité actuelle
Le Statut de 1979 n'a pas prévu la régionalisation de la Catalogne, mais chaque service de la Généralité a été organisé avec une structure régionale. En 1995, le Pla territorial general de Catalunya (Plan territorial général de Catalogne) délimitait six zones, puis en 2001, le statut de l'Alt Pirineu i Aran ont été modifiés comme nouvelle entité distincte de la région du Ponent,. La Loi 23/2010 du 22 juillet a porté le nombre de domaines à huit avec la création de l'ambit functional du Penedès. Fin 2017, la loi a été modifiée pour créer une huitième viguerie, laquelle comprend le Haut Penedès, le Bas Penedès, le Garraf et partie de l'Anoia (toute moins huit communes, lesquels suivent attribués au domaine des Comarques Centrales),.

Vigueries proposées dans le rapport Roca, 2001

#### Rapport Roca
Le Parlement de Catalogne a confié le redécoupage territorial à une commission d'experts, composée de quatre géographes et présidée par Miquel Roca. En janvier 2001, cette commission a rendu son verdict, connu sous le nom de Rapport Roca. Les régions sont renommées vigueries, pour éviter la confusion avec les eurorégions. En plus de quelques modifications dans la carte municipale et comarcale, le rapport prône la création de six à huit nouvelles comarques, de six vigueries et d'une sous-viguerie : Barcelone, Camp de Tarragona, Catalunya Central, Girona, Ponent et Terres de l'Elbre.

#### Llei de l'Organització Veguerial de Catalunya
Le Statut de 2006 a rétabli les vigueries en tant que divisions territoriales avec une personnalité juridique propre. Selon l'avant-projet de Llei de l'Organització Veguerial de Catalunya de décembre 2009, initialement, il devait y avoir sept vigueries : Alt Pirineu i Aran, Barcelone, Camp de Tarragona, Gérone, Central, Lérida et Terres de l'Ebre.
Les sièges institutionnels des vigueries sont à Barcelone, Tarragone, Gérone, Lérida, Tortosa. Les sièges des vigueries Central et d'Alt Pirineu i Aran ne sont pas connus.
Finalement, la Généralité a accepté que le Val d'Aran reste en dehors de cette organisation territoriale, même s'il était prévu qu'elle fasse provisoirement partie de la viguerie pyrénéenne et que son conseil délègue ses fonctions au Conseil Général d'Aran.

##### Revendications
Le Conseil Général d'Aran a réclamé à plusieurs reprises que la comarque n'appartienne à aucune viguerie. Le Val d'Aran s'est constitué en Régime Spécial d'Aran depuis la promulgation de la loi 1/2015. 
La création de nouvelles vigueries sont réclamées :
- Viguerie de l'Alt Ter, avec les comarques d'Osona et le Ripollès[25].
- Viguerie du Penedès, avec les comarques de l'Alt Penedès, l'Anoia, le Baix Penedès et le Garraf, créée comme Domaine fonctionnel territorial par la loi 23/2010 en 2010 (à exception de quelques communes d'Anoia) puis comme viguerie en 2017[26],[27].